# Толстоклювый буревестник
Толстоклювый буревестник, или бледноногий буревестник (лат. Ardenna carneipes, ранее лат. Puffinus carneipes) — вид птиц семейства буревестниковых (Procellariidae). Буревестник средних размеров. Оперение чёрное, ноги бледно-розовые. Тусклый клюв с чёрным кончиком. Вместе с другим видом образует таксономическую группу крупных буревестников Hemipuffinus, выделенную в отдельный род Ardenna.
Размножается в колониях. Наибольшее число пар гнездится на Тихом океане в районе Австралии и Новой Зеландии, хотя колонии есть и в Индийском. Летом птицы прилетают и в северную часть Тихого океана. Там потенциально большое число особей может попадать в сети рыбаков. Также в нанесении вреда популяции бледноногого буревестника винят пластиковый мусор, плавающий на поверхности океанов.